# Andrzej Kaczorowski
Andrzej Kaczorowski (ur. 1952/1953) – polski urzędnik; konsul generalny RP w Monachium (1993–1998), Ostrawie (2002–2005) i Kolonii (2006–2009).

## Życiorys
Andrzej Kaczorowski pracę w Ministerstwie Spraw Zagranicznych rozpoczął w pierwszej połowie lat 80., specjalizując się w służbie konsularnej. W centrali sprawował funkcje m.in. dyrektora Departamentu Konsularnego i Polonii w MSZ w okresie wprowadzania nowych zasad polityki wizowej na wschodzie. Trzykrotnie kierował placówkami jako konsul generalny: w Monachium (1993–1998), gdzie odpowiadał za reaktywację placówki, w Ostrawie (2002–2005) tudzież w Kolonii (2006–2009). Następnie, do 2016 był kierownikiem wydziału konsularnego Ambasady RP w Wiedniu.
W 1997 odznaczony Złotym Krzyżem Zasługi.